# Чичагова-Россинская, Елена Дмитриевна
Елена Дмитриевна Россинская (урождённая Чичагова; 1874—1971) — русская и советская художница.
Дочь известного архитектора Д. Н. Чичагова (автора здания Московской городской думы, Библиотеки-Читальни им. И. С. Тургенева и многих других объектов в г. Москве, председатель Московского архитектурного общества) и Л. М. Чичаговой (Быковской) — дочери известного архитектора М. Д. Быковского. Её дед Николай Иванович Чичагов — тоже архитектор, строитель Большого Кремлёвского дворца и Храма Христа Спасителя.
Всю свою долгую жизнь она провела в Москве. Закончила в 1903 году МУЖВЗ, где познакомилась с художником Владимиром Россинским и вышла за него замуж. В. И. Россинский уже в начале века был известным портретистом. Его кисти принадлежат портреты И. А. Бунина, Л. Н. Андреева, С. В. Рахманинова, Ф. И. Шаляпина, М. Ф. Андреевой, В. Н. Фигнер и многих других, которые сейчас находятся в различных музеях Москвы.
Е. Д. Россинская работала в классе Репина, В. Маковского, в мастерской Ф. Шехтеля, была близка с Е. С. Кругликовой, А. С. Голубкиной, семьёй художника К. А. Савицкого. После смерти мужа (1919 год) получила квартиру в Доме для вдов и сирот русских художников, построенном на средства П. М. Третьякова по Лаврушенскому переулку, д. 3, напротив Третьяковской галереи. Никакие социальные потрясения (она пережила две войны и две революции) не могли оторвать её от мольберта. Основные темы её живописных работ — пейзажи и натюрморты, где она добилась настоящего мастерства.
До кончины В. И. Россинского жила вместе с ним в доходном доме Нирнзее в Большом Гнездниковском переулке, затем переехала в Приют вдов и сирот русских художников имени П. И. Третьякова (Лаврушинский переулок, 3/8), с 1962 года жила у своей дочери Т. В. Россинской на ул. Лобачевского, где и скончалась.

## Публикации
1. Чичагова-Россинская Е. Д. В Москве и Париже. — в кн. «Кругликова. Жизнь и творчество.» Л.: Художник РСФСР, 1969.
2. Россинская Е. Д. Воспоминания о Л. А. Сулержицком. В кн.: Сулержицкий, М.: Искусство, 1970.
3. Россинская Е. И. Воспоминания о Голубкиной. В кн.: Анна Голубкина. Личность, эпоха. Скульптура. М., Изобразительное искусство, 1990.
4. Россинская Е. И., Чичагова Ю. Л. Архитектурная семья Чичаговых. В кн. Московский архив. Историко-краеведческий альманах. Вып.1. М.: 1996.

## Работы

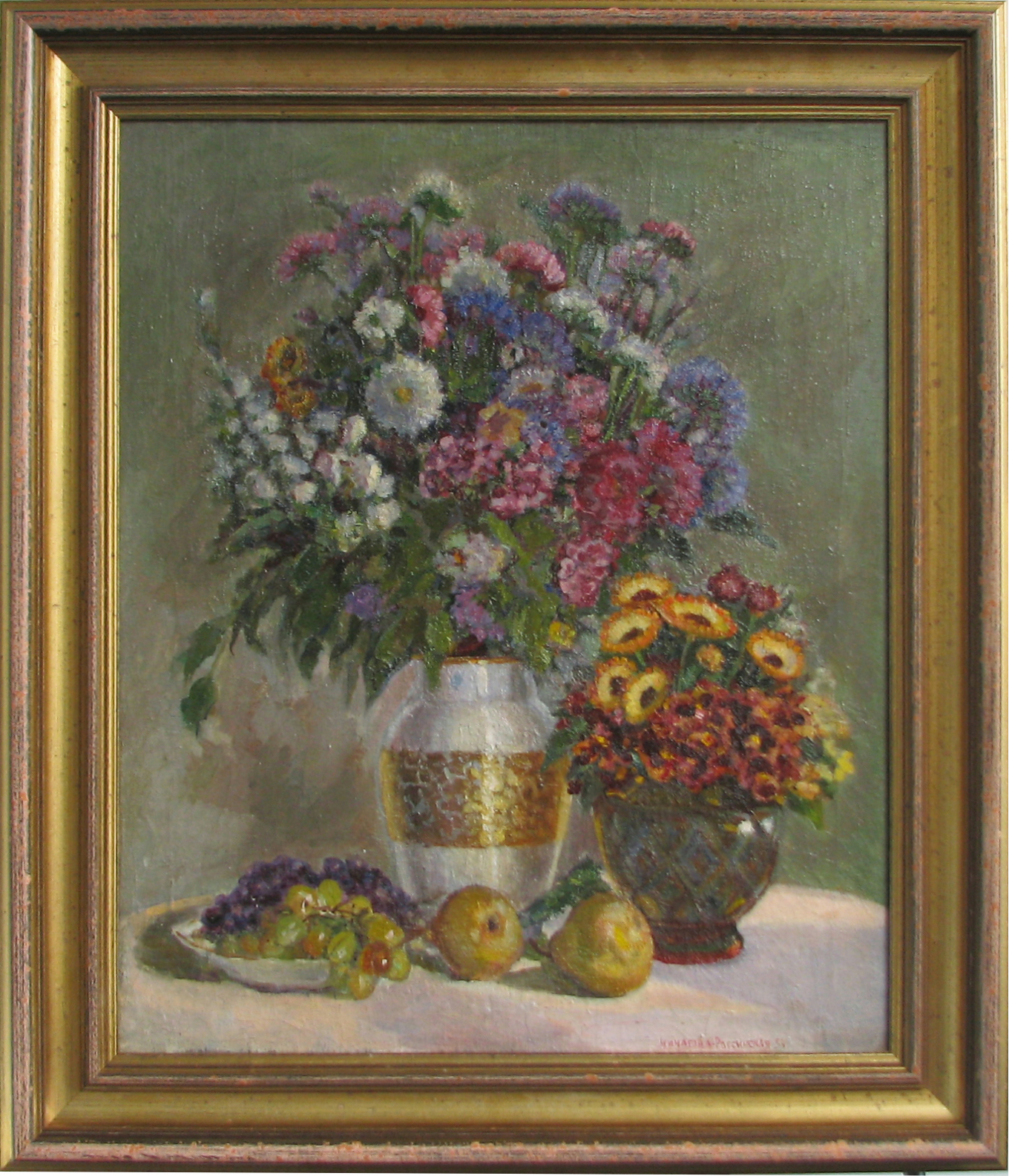
Е. Д. Россинская. Натюрмот с ноготками. 67х49 см. Холст, масло. 1954 год.
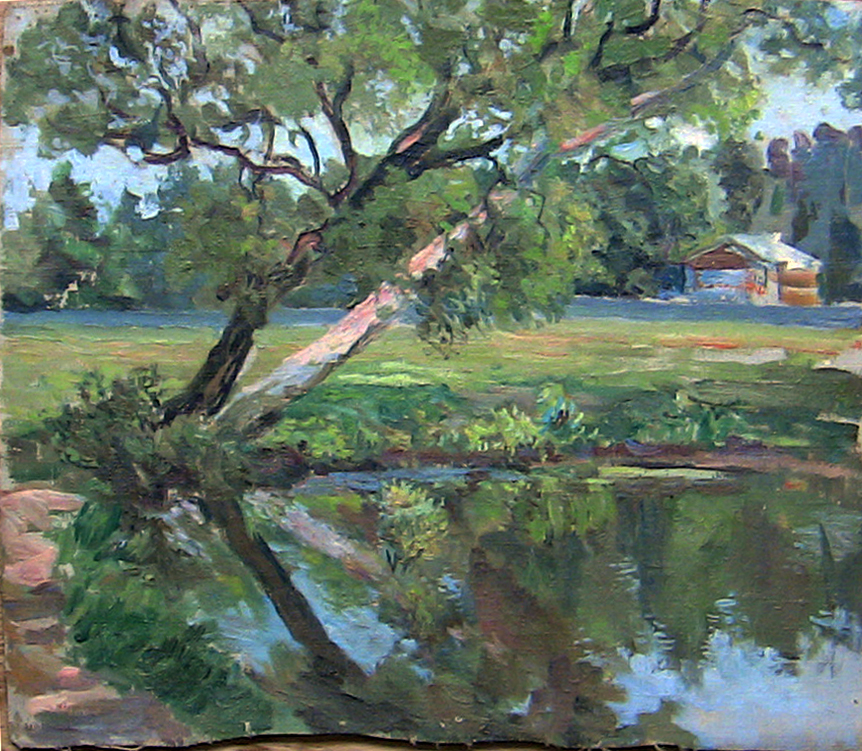
Е. Д. Россинская. Дерево у пруда. Холст, масло. 32х27 см. 1950-е.